# نورث استار، میشیگان
نورث استار (به انگلیسی: North Star Township) یک منطقهٔ مسکونی در ایالات متحده آمریکا است که در شهرستان گراتیت، میشیگان واقع شده‌است.
 نورث استار ۸۹٫۵ کیلومتر مربع مساحت و ۹۹۶ نفر جمعیت دارد و ۲۱۹ متر بالاتر از سطح دریا واقع شده‌است.